# Giovanni Francesco Scottoni
Giovanni Francesco Scottoni (Bassano del Grappa, 1737 circa – dopo il 1783) è stato un francescano e agronomo italiano.

## Biografia
Scottoni intraprese la sua carriera religiosa nell'Ordine dei frati minori conventuali, affiliandosi inizialmente al convento di Portogruaro e trasferendosi nel 1756 al convento dei Frari a Venezia. Qui, grazie alla sua instancabile curiosità e al suo spirito irrequieto, si immerse nel mondo culturale dell'epoca. Nel giugno del 1763, conseguì il dottorato in sacra teologia all'Università di Padova.
A Venezia, Scottoni si distinse nel campo editoriale, collaborando con il settimanale Giornale d'Italia e contribuendo alla creazione di periodici come Avvisi utili risguardanti le scienze, la letteratura, le arti e Semi per una buona agricoltura pratica italiana. Fu anche coinvolto nella ristampa de Il Caffé. La sua attività come revisore alle stampe, che iniziò nel 1764, lo portò a confrontarsi con le complesse dinamiche della censura libraria; mantenne tale ruolo fino al 1780.
Tuttavia, la sua carriera non fu esente da controversie. Scottoni fu accusato di vendere libri osceni e di diffondere dottrine eretiche. Tra il 1770 e il 1773 trascorse tre anni in carcere a causa di queste accuse, ma fu prosciolto nel 1774 grazie anche al supporto di figure influenti, come il politico e diplomatico Girolamo Ascanio Giustinian.
Dopo la sua liberazione, Scottoni richiese e ottenne la secolarizzazione, distaccandosi progressivamente dal mondo editoriale. Nel 1781 lasciò Venezia per recarsi in Moravia e successivamente a Vienna, dove assunse il ruolo di bibliotecario presso il conte di Collalto. Tornò a Venezia nel 1783, ma dopo tale data non si hanno ulteriori notizie sulla sua vita.
Scottoni rappresenta una figura significativa per comprendere le dinamiche culturali e editoriali della Venezia settecentesca.

## Opere
- Dissertazione sopra il quesito se in uno stato di terreno fertile si debba favorire maggiormente l'estrazione delle materie prime, ovvero quella delle manifatture. Del signor dottore G. S, 1781, SBN TO0E118338.
- Semi di una buona agricoltura, Bassano, SBN VIA0145508.